# Tinissa baliomicta
Tinissa baliomicta är en fjärilsart som beskrevs av Edward Meyrick 1928. Tinissa baliomicta ingår i släktet Tinissa och familjen äkta malar.
Artens utbredningsområde är Filippinerna. Inga underarter finns listade i Catalogue of Life.